# Potsdam, Ohio
Potsdam là một làng thuộc quận Miami, tiểu bang Ohio, Hoa Kỳ. Năm 2010, dân số của làng này là 288 người.

## Dân số
- Dân số năm 2000: 203 người.
- Dân số năm 2010: 288 người.